# Morti nel 1296
| Questa pagina contiene informazioni ricavate automaticamente dalle voci biografiche con l'ausilio del template Bio e di un bot. L'aggiornamento è periodico e automatico e ricostruisce completamente la pagina. Se manca una persona in questa lista, sei pregato di non aggiungerla, ma accertati piuttosto che la sua voce biografica contenga il template Bio e che i dati anagrafici siano correttamente compilati. Se il template Bio manca, inseriscilo tu stesso o, in alternativa, metti l'avviso {{tmp\|Bio}} che ne segnala la mancanza. Se i dati riportati sono sbagliati, correggi direttamente la voce biografica; le modifiche saranno visibili in questa lista entro pochi giorni. Per chiarimenti vedi il progetto biografie. La lista contiene solo le 28 persone che sono citate nell'enciclopedia e per le quali è stato implementato correttamente il template Bio. Pagina aggiornata al 18 mag 2025. |

- 8 febbraio - Przemysł II di Polonia, nobile polacco (n. 1257)
- 22 febbraio - Enrico V di Slesia, nobile polacco
- 13 maggio - Ludovico III, Duca di Baviera, nobile tedesco (n. 1269)
- 18 maggio - William de Valence, I conte di Pembroke, nobile francese
- 19 maggio - Papa Celestino V, papa, religioso e santo italiano
- 5 giugno - Edmondo Plantageneto, I conte di Lancaster, conte inglese (n. 1245)
- 7 giugno - Philippe di Beaumanoir, giurista francese
- 27 giugno - Fiorenzo V d'Olanda, sovrano olandese (n. 1254)
- 4 luglio - Konrad von Feuchtwangen (n. 1230)
- 21 luglio - Ruffino da Frisseto, arcivescovo cattolico italiano
- 9 agosto - Ugo di Brienne, conte (n. 1240)
- 30 agosto - Pietro di Aragona, principe (n. 1275)
- 28 settembre - Adolfo V di Berg, nobile
- 1º novembre - Guglielmo Durante, vescovo cattolico francese (n. 1230)
- 12 dicembre - Isabella di Mar, nobile scozzese (n. 1277)
- Benedetto Caetani, cardinale italiano
- Campano da Novara, matematico, astronomo e astrologo italiano (n. 1220)
- Heinrich von Dincklage
- Forese Donati, poeta italiano
- Babilano Doria, politico e militare italiano (n. 1230)
- Andrea dei Mozzi, vescovo cattolico italiano
- Mehmed Bey, sovrano turco
- Niceforo I d'Epiro (n. 1240)
- Tommaso I di Saluzzo, marchese italiano (n. 1239)
- Gerard van Velsen, nobile olandese
- Nino Visconti, nobile e politico italiano
- Odon de Pins, francese
- Robert de Pinkeney, nobile inglese